# اچ‌ام‌اس تیگریس (ان۶۳)
اچ‌ام‌اس تیگریس (ان۶۳) (به انگلیسی: HMS Tigris (N63)) یک زیردریایی بود که طول آن ۲۷۵ فوت (۸۴ متر) بود. این زیردریایی در سال ۱۹۳۹ ساخته شد.